# 马格嫩提乌斯
马格努斯·马格嫩提乌斯（拉丁語：Magnus Magnentius，约303年—353年8月11日）是350年至353年间罗马帝国的一位篡位罗马皇帝。